# Lufthansa Regional

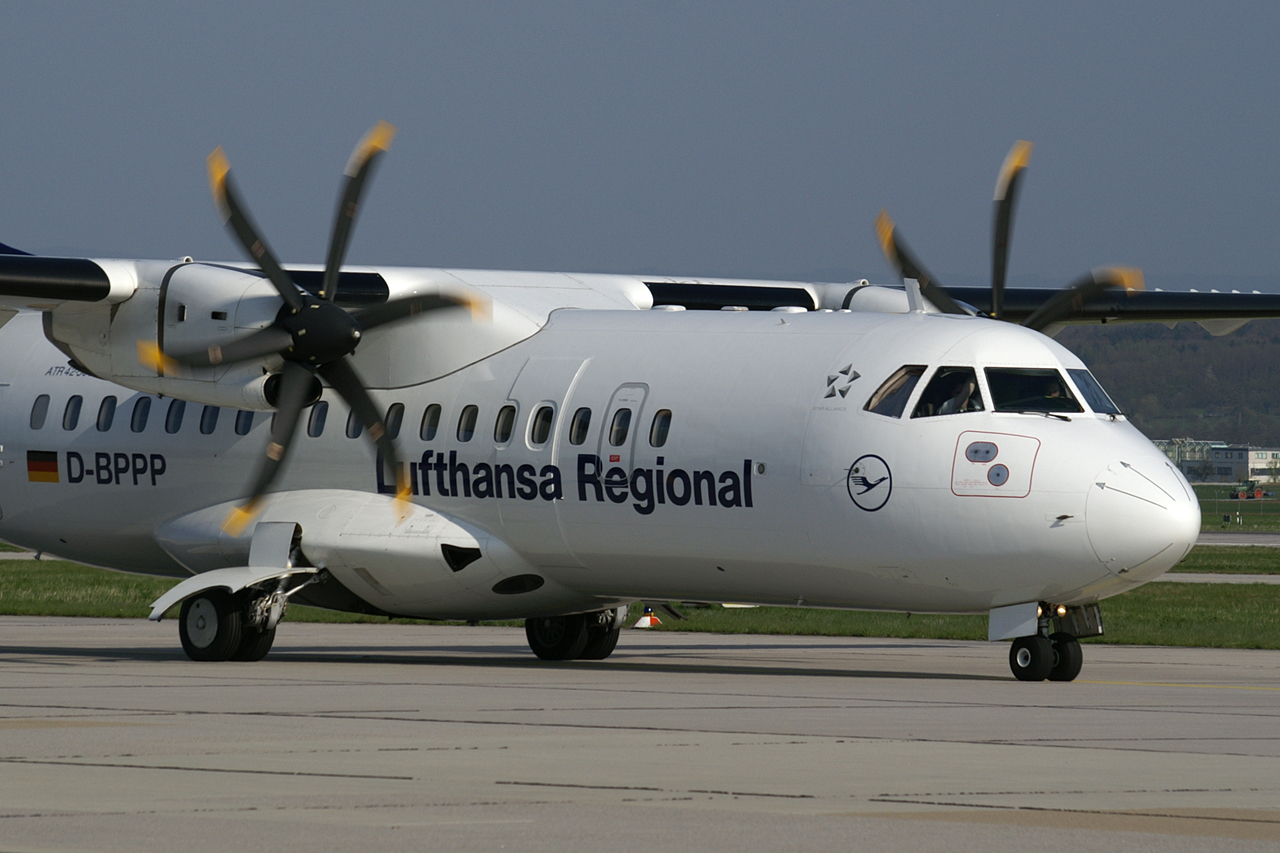
Contact Air/Lufthansa Regional ATR 42.

Lufthansa Regional est la marque ombrelle de Lufthansa pour ses activités de transport régional.

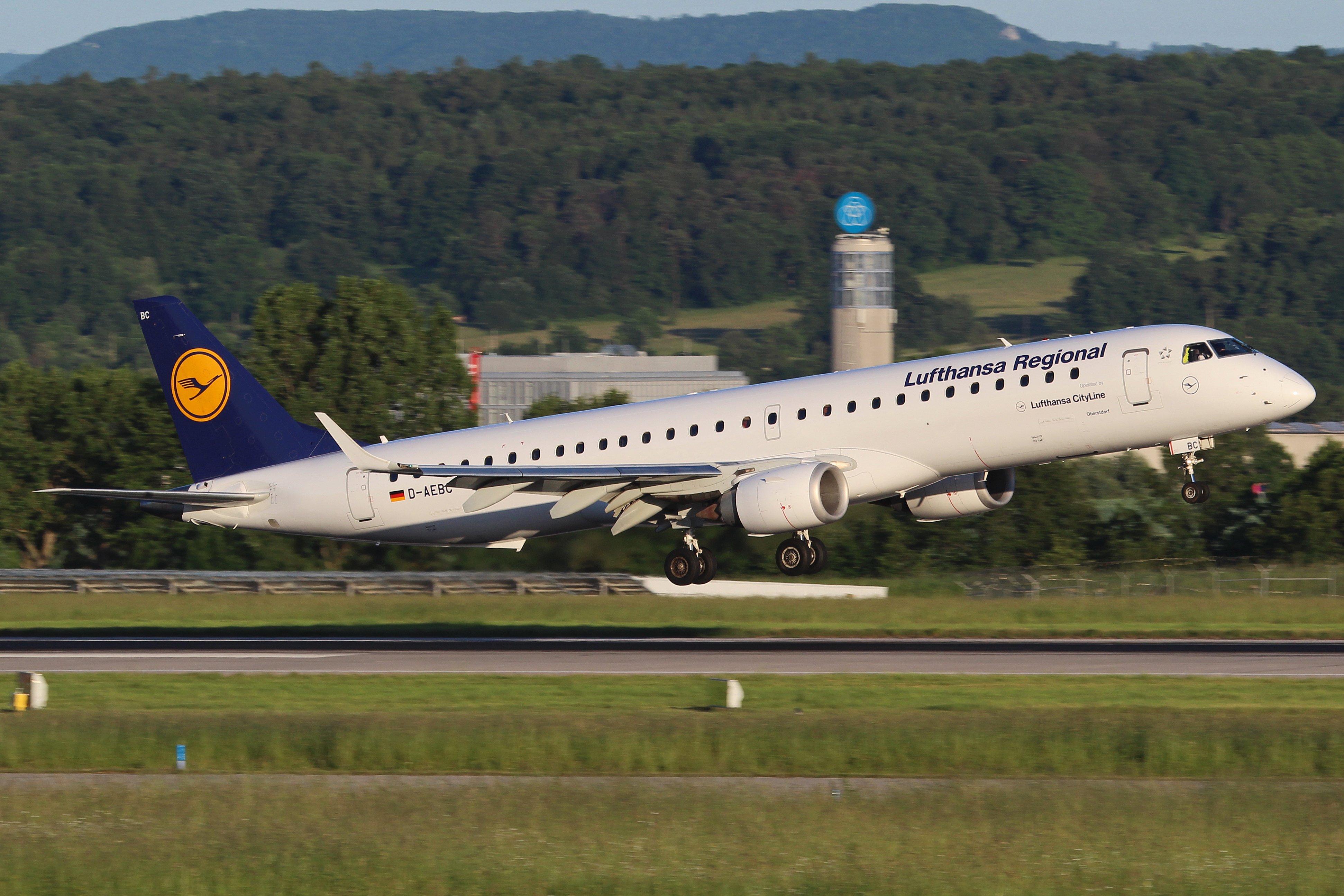
Embraer 195 à Stuttgart.

## Partenaires

### Partenaires actuels
Les compagnies suivantes assurent des vols sous le nom Lufthansa Regional :
- Lufthansa CityLine
- Air Dolomiti

### Partenaires historiques
- Augsburg Airways (A cessé ses opérations au mois d'octobre 2013 à la suite du non-renouvellement du contrat avec Lufthansa)
- Contact Air (A cessé ses opérations au mois d'octobre 2012 à la suite du non-renouvellement du contrat avec Lufthansa)
- Eurowings (A cessé d'opérer sous cette bannière le 25 octobre 2014, opère maintenant uniquement pour Germanwings)

## Flotte
En août 2019, Lufthansa Regional rassemble une flotte comportant les appareils suivants,: